# Crassula ericoides
Crassula ericoides (лат.) — вид суккулентных растений рода Толстянка (Crassula) семейства Толстянковые (Crassulaceae), естественно произрастающий на территории Южно-Африканской Республики (Капская провинциия и Квазулу-Натал).

## Название
Родовое латинское название Crassula происходит от латинского слова crassus, — «толстый», в основном из-за присутствия у растений этого рода сочных листьев.
Видовой латинский эпитет ericoides происходит от названия рода Erica и греческого суффикса -oides, — «напоминающий», и обусловлен схожестью листьев.

## Ботаническое описание
Многолетние растения с прямостоячими ветвями, редко полегающими или распростертыми, длиной от 0,15 до 0,4 м, в основном разветвленными. Ветви обычно либо голые, либо покрыты небольшим количеством раскидистых волосков, особенно под соцветиями. Старые ветви характеризуются отслаивающейся корой и обычно опадающими листьями. Листья ланцетные или яйцевидные, размерами (2-)3-7 х 1-3(-4) мм, острые, дорзивентрально сплюснутые, голые и зеленые.

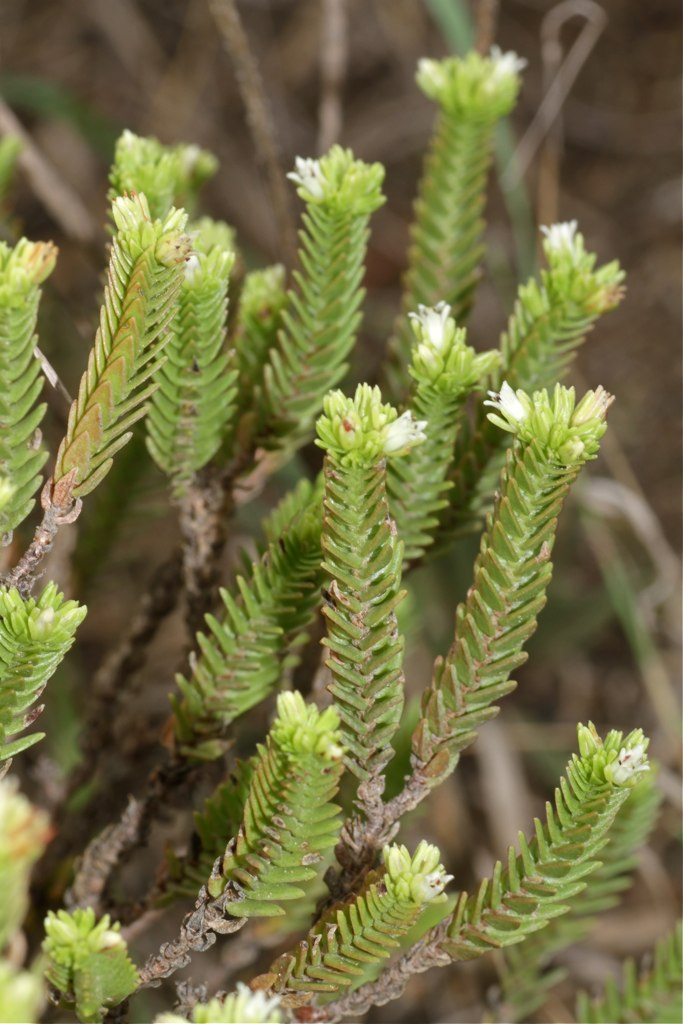
Crassula ericoides subsp. ericoides

Соцветие представляет собой сидячий округлый тирс с одним или несколькими дихазиями, часто частично закрытыми нижними листьями, с цветками, расположенными на короткой цветоножке. Чашечка состоит из линейных долей, длиной 2-4 мм, острых или тупо острых, выпуклых, с ребристой или килеватой вершиной, мясистых, папиллозных и зеленых. Венчик трубчатый, сросшийся у основания на 0,2-0,3 мм, окрашен в белый или кремовый цвет; лопасти эллиптически-продолговатые, 3-5 мм в длину, резко острые, более или менее складчатые с дорсальным гребнем, раскидистые. Тычинки с коричневыми пыльниками. Чешуйки поперечно-продолговатые, размерами 0,2-0,4 х 0,4-0,6 мм, часто слегка выемчатые, иногда суженные книзу, мясистые, окрашены в бледно-желтый или белый цвет.

## Экология
Crassula ericoides обладает кислотным метаболизмом толстянковых. Вместо того, чтобы открывать устьица на листьях для поглощения углекислого газа в течение дня, растения предпочитают выполнять этот процесс ночью, что позволяет минимизировать потери внутренней влаги за счет уменьшения испарения. Эта стратегия адаптации обеспечивает способность выживания и процветания в засушливых регионах или районах, где засухи являются обыденным явлением.

## Таксономия
Crassula ericoides Haw., первое упоминание в Philos. Mag. J. 67: 30 (1825).

### Синонимы
Гомотипные (основанные на одном и том же номенклатурном типе):
- Creusa ericoides (Haw.) P.V.Heath (1993)
- Sedum ericodes (Haw.) Kuntze (1898)

### Подвиды
Подтвержденные подвиды по данным сайта Plants of the World Online на 2024 год:
- Crassula ericoides subsp. ericoides
- Crassula ericoides subsp. tortuosa Toelken